# 内蒙古民族大学
内蒙古民族大学位于中华人民共和国内蒙古自治区东部的通辽市，始建于1958年，是内蒙古自治区人民政府和中华人民共和国国家民族事务委员会共建的一所综合性民族大学。2000年6月内蒙古民族师范学院、内蒙古蒙医学院、哲里木畜牧学院三所本科院校合组建成为内蒙古民族大学。

## 概况
学校总面积392.6万平米，校舍建筑面积41.87万平米。现有专兼职教师1054人，在校本专科生21077人。五十多年来学校累计培养了近16万名毕业生。

## 主要数据
- 设蒙医药学院、政法与历史学院、蒙古学学院等27个教学单位
- 图书馆（博物馆）等6个教辅单位
- 70个本科专业
- 7个职业技术教育专业
- 11个硕士学位授权一级学科，涵盖68个硕士学位授权二级学科
- 1个博士点：蒙药学
- 1个附属单位：内蒙古民族大学附属医院
- 1个国家级教学团队
- 3个国家级特色专业
- 1个国家级专业综合改革试点
- 1个国家级实训中心
- 1个教育部重点实验室[2]